# 松阪市立花岡小学校
松阪市立花岡小学校（まつさかしりつ はなおかしょうがっこう）は三重県松阪市の市立小学校。児童数は549人（2023年5月1日現在）。

## 校区
大黒田町、駅部田町、小黒田町、田村町、久保町、大足町、五反田町1-5丁目